# Politique à l'île de Pâques
Cet article donne la liste des principales personnalités de la politique à l'île de Pâques. 

## Maire
Pedro Edmunds Paoa (Parti démocrate-chrétien du Chili)

## Conseillers communaux
- Hipólito Juan Icka Nahoe (Parti humaniste du Chili)
- Eliana Amelia Olivares (UDI)
- Nicolás Haoa Cardinali (Indépendante de droite)
- Marcelo Icka Paoa (Parti démocrate-chrétien du Chili)
- Alberto Hotus Chávez (Parti pour la démocratie)
- Marcelo Pont Hill (Parti pour la démocratie)

## Élection présidentielle chilienne de 2005, résultats dans la commune deIsla de Pascua

### Premier tour électoral: dimanche 11 décembre 2005
|   | Candidat                   | Parti ou coalition                            | Votes | % (exprimés) | Résultats nationaux             |
| 1 | Sebastián Piñera Echenique | Renovación Nacional/Alliance pour Chili (APC) | 285   | 16,8 %       | Qualifié pour le deuxième tour  |
| 2 | Michelle Bachelet Jeria    | Socialiste/CPD                                | 887   | 52,4 %       | Qualifiée pour le deuxième tour |
| - | -------------------------- | --------------------------------------------- | ----- | ------------ | ------------------------------- |
| 3 | Tomás Hirsch Goldschmidt   | Parti Humaniste/JPM                           | 60    | 3,6 %        | éliminé                         |
| 4 | Joaquín Lavín Infante      | UDI                                           | 460   | 27,2 %       | éliminé                         |

Source : Tricel « http://www.tribunalcalificador.cl/ficha_noticia.php?noticia_id=72; »(Archive.org • Wikiwix • Archive.is • Google • Que faire ?)

### Deuxième tour: dimanche 15 janvier 2006
|   | Candidat                   | Parti ou coalition                            | Votes | % (exprimés) | Résultats nationaux |
| - | -------------------------- | --------------------------------------------- | ----- | ------------ | ------------------- |
| 1 | Sebastián Piñera Echenique | Renovación Nacional/Alliance pour Chili (APC) | 748   | 45,0         |                     |
| 2 | Michelle Bachelet Jeria    | Socialiste/CPD                                | 914   | 55,0         | Présidente          |

Source : Tricel  (PDF)

### Voyez aussi
- Élection présidentielle chilienne de 2005

## Intendant (Intendente) de larégion de Valparaíso
- Iván De la Maza Maillet

## Gouverneur provincial
- Province de l'Île de Pâques : Mme Marta Raquel Hotus Tuki

## Députés
| Circonscription    | Communes comprises dans la Circonscription 13       | Députés (Parti)                      |
| ------------------ | --------------------------------------------------- | ------------------------------------ |
| Circonscription 13 | Valparaíso, Isla de Pascua, Archipel Juan Fernández | Joaquín Godoy (RN), Laura Soto (PPD) |

## Sénateurs
| Circonscription sénatoriale    | Communes comprises dans la Circonscription 6 | Sénateurs (Parti)                                                             |
| ------------------------------ | --- | ----------------------------------------------------------------------------- |
| (6) Région de Valparaíso (Sur) | Valparaíso, Archipel Juan Fernández, Isla de Pascua, Concón, Viña del Mar, Casablanca, San Antonio, Cartagena, El Tabo, El Quisco, Algarrobo, Santo Domingo | Nelson Ávila (Parti radical social-démocrate du Chili), Jorge Arancibia (UDI) |